# Wartburgs voetbalkampioenschap
Het Wartburgs voetbalkampioenschap (Duits: Gauliga Wartburg) was een van de regionale voetbalcompetities van de Midden-Duitse voetbalbond, die bestond van 1914 tot 1933. De kampioen plaatste zich telkens voor de Midden-Duitse eindronde en maakte zo ook kans op de nationale eindronde.
Midden november werd beslist om het westelijke deel van de Noord-Thüringse competitie in een nieuwe competitie in te delen. Op 10 mei 1914 werd de competitie dan officieel opgericht in Gotha. Er werd dat jaar nog competitie gespeeld, maar de resultaten hiervan zijn niet meer bekend. Door het uitbreken van de Eerste Wereldoorlog werd de competitie in 1914 uitgesteld. Op 2 april 1915 werd besloten om alsnog een oorlogscompetitie te organiseren en clubs hadden tot 25 april tijd om zich aan te melden, het is echter niet bekend of er effectief een competitie plaatsgevonden heeft. 
In 1918 werd de competitie geherstructureerd. De competities van Noord-, Oost-, Zuid- en West-Thüringen en die van Wartburg werden verenigd in de Thüringenliga. In 1919 voerde de Midden-Duitse bond in al zijn competities een herschikking door die Thüringen al een jaar eerder gedaan had. De competitie kreeg wel de nieuwe naam Kreisliga Thüringen. In 1923 besliste de bond om de Kreisliga af te voeren en de vooroorlogse competities in ere te herstellen, allen onder de naam Gauliga. 
In 1933 kwam de Nationaalsocialistische Duitse Arbeiderspartij aan de macht en werden de overkoepelende voetbalbonden en hun talloze onderverdelingen opgeheven om plaats te maken voor de nieuwe Gauliga. De kampioen van Wartburg werd te licht bevonden voor de Gauliga Mitte en geen enkele club mocht hieraan deelnemen. Voor de Bezirksklasse Thüringen, die de nieuwe tweede klasse werd, kwalificeerden zich twee clubs. De overige clubs bleven in de Wartburgse competitie die als Kreisklasse Wartburg de derde klasse werd. 

## Erelijst
- 1914 Niet bekend
- 1916 SV Wacker 07 Gotha
- 1917 SV Wacker 07 Gotha
- 1918 SV Wacker 07 Gotha
- 1924 SV Gotha 01
- 1925 SV Gotha 01
- 1926 FC Preußen 09 Langensalza
- 1927 FC Preußen 09 Langensalza
- 1928 SV Gotha 01
- 1929 FC Preußen 09 Langensalza
- 1930 FC Preußen 09 Langensalza
- 1931 FC Preußen 09 Langensalza
- 1932 FC Preußen 09 Langensalza
- 1933 FC Wacker 07 Gotha

### Seizoenen eerste klasse
Hieronder overzicht seizoenen van de Wartburgse competitie (1915-1918, 1923-1933). De seizoenen van de Wartburgse competitie als tweede klasse zijn hier niet bijgeteld, wel de vijf seizoenen van de Thüringenliga en Kreisliga (1918-1923). Voor clubs die voor 1915 in de Noord-Thüringse competitie speelden zijn de seizoenen daar bijgeteld. 
| Club                                       | /18 | Periode (1915-1933)             |
| ------------------------------------------ | --- | ------------------------------- |
| SV 1901 Gotha                              | 18  | 1915-1933                       |
| FC Wacker 1907 Gotha                       | 15  | 1915-1919, 1922-1933            |
| SpVgg 1909 Eisenach                        | 11  | 1915-1918, 1925-1933            |
| FC Preußen 1909 Langensalza                | 11  | 1922-1933                       |
| SV 1899 Mühlhausen                         | 11  | 1922-1933                       |
| VfB 1909 Mühlhausen                        | 10  | 1923-1933                       |
| FC Meteor Waltershausen                    | 8   | 1924-1931, 1932-1933            |
| SC Borussia Eisenach                       | 7   | 1926-1933                       |
| SSV 07 Schlotheim                          | 5   | 1928-1933                       |
| BSC Ruhla 08                               | 5   | 1917-1918, 1924-1926, 1930-1932 |
| WKG Nordstern Mühlhausen                   | 2   | 1931-1933                       |
| FC Sportfreunde im Jugendverein 1916 Gotha | 2   | 1916-1918                       |
| FC Wacker 1908 Ruhla                       | 2   | 1915-1917                       |
| SpVgg im TV 1860 Gotha                     | 2   | 1915-1917                       |
| BSC 1913 Ruhla                             | 1   | 1915-1916                       |
| FC Teutonia Eisenach                       | 1   | 1917-1918                       |
| FC Germania 1899 Mühlhausen                | 1   | 1915-1916                       |

1915/16 · 1916/17 · 1917/18 · 1923/24 · 1924/25 · 1925/26 · 1926/27 · 1927/28 · 1928/29 · 1929/30 · 1930/31 · 1931/32 · 1932/33